# Championnat du Suriname de football 2017-2018
Navigation
Saison précédente Saison suivante
La saison 2017-2018 du championnat du Suriname de football est la quatre-vingt-deuxième édition de la première division au Suriname et présente des changements par rapport à la saison précédente puisque le championnat démarre avec treize formations (contre douze en 2017). En revanche, le format de la compétition reste inchangé, les treize formations de l'élite étant réunies au sein d'une poule unique où elles s'affrontent deux fois au cours de la saison. Tout comme l'année dernière, il n'y a pas de relégation.
C'est le SV Robinhood, le club le plus titré du pays, qui remporte la compétition pour la 24e fois de son histoire et rompt ainsi l'hégémonie de l'Inter Moengotapoe, champion sans interruption depuis 2013.

## Clubs participants et localisation
| \| Albina Botopasi Meerzorg Moengo Paramaribo Totness \| Localisation des villes engagées dans le championnat. |
| Albina Botopasi Meerzorg Moengo Paramaribo Totness                                                             |

| Club                       | Ville      |
| -------------------------- | ---------- |
| SV Botopasi                | Botopasi   |
| Inter Moengotapoe (tenant) | Moengo     |
| SV Leo Victor              | Paramaribo |
| SV Nishan'42               | Meerzorg   |
| SV Notch                   | Moengo     |
| SV Papatam (promu)         | Albina     |
| PVV                        | Paramaribo |
| SV Robinhood               | Paramaribo |
| SNL                        | Paramaribo |
| SV Transvaal               | Paramaribo |
| SV Voorwaarts              | Paramaribo |
| Walking Bout Company       | Paramaribo |
| FC West United (promu)     | Totness    |

## Compétition
Le barème de points servant à établir le classement se décompose ainsi :
- Victoire : 3 points
- Match nul : 1 point
- Défaite : 0 point

### Classement
| Rang | Équipe               | Pts | J  | G  | N | P  | Bp | Bc | Diff |
| ---- | -------------------- | --- | -- | -- | - | -- | -- | -- | ---- |
| 1    | SV Robinhood C       | 57  | 24 | 17 | 6 | 1  | 74 | 27 | +47  |
| 2    | SV Notch             | 55  | 24 | 17 | 4 | 3  | 52 | 22 | +30  |
| 3    | SV Transvaal         | 52  | 24 | 16 | 4 | 4  | 52 | 25 | +27  |
| 4    | Inter Moengotapoe T  | 43  | 24 | 13 | 4 | 7  | 55 | 24 | +31  |
| 5    | Walking Bout Company | 42  | 24 | 13 | 3 | 8  | 53 | 43 | +10  |
| 6    | SV Leo Victor        | 39  | 24 | 11 | 6 | 7  | 38 | 24 | +14  |
| 7    | PVV                  | 35  | 24 | 10 | 5 | 9  | 47 | 50 | -3   |
| 8    | SV Botopasi          | 31  | 24 | 9  | 4 | 11 | 41 | 55 | -14  |
| 9    | SV Voorwaarts        | 28  | 24 | 8  | 4 | 12 | 35 | 43 | -8   |
| 10   | FC West United P     | 24  | 24 | 8  | 0 | 16 | 34 | 51 | -17  |
| 11   | SV Papatam P -3      | 13  | 24 | 5  | 1 | 18 | 27 | 73 | -46  |
| 12   | SNL                  | 11  | 24 | 3  | 2 | 19 | 21 | 57 | -36  |
| 13   | SV Nishan'42 -3      | 9   | 24 | 3  | 3 | 18 | 30 | 65 | -35  |

|  | Qualification pour le CFU Club Championship 2019                          |
|  | T : Tenant du titre C : Vainqueur de la Coupe du Suriname P : Promu de D2 |

## Bilan de la saison
| Championnat du Suriname de football 2017-2018 |                          |
| Champion                                      | SV Robinhood (24e titre) |
| Coupes et trophées                            |                          |
| Vainqueur de la Coupe du Suriname 2017-2018   | SV Robinhood             |
| Qualifications continentales                  |                          |
| CFU Club Championship 2019                    | SV Robinhood             |
| Promotions et relégations                     |                          |
| Promus en SVB Eerste Divisie                  | ACoconut                 |
| Promus en SVB Eerste Divisie                  | SV Broki                 |
| Promus en SVB Eerste Divisie                  | SV Santos                |
| Relégués en SVB Tweede Divisie                | pas de relégation        |